# 동백5로
동백5로는 경기도 용인시 기흥구 동백동중부를 가로지르는 1.35km의 도로이다. 도로명은 동백동에서 유래하였다.

## 노선
| 쥬네브삼거리           | 동백죽전대로    | 용인시 기흥구 동백동 |
| 쥬네브주유소사거리     | 동백중앙로      | 용인시 기흥구 동백동 |
| 백현마을롯데캐슬사거리 | 동백6로 동백3로 | 용인시 기흥구 동백동 |
| 동백유치원             | 동백7로         | 용인시 기흥구 동백동 |